# Maria Ros
Maria Ros, nome alla nascita Maria Assumpció Aguilar Ros (Alicante, 16 maggio 1891 – Burjassot, 14 settembre 1970), è stata un soprano spagnolo.

## Biografia
Maria Ros debuttò come cantante il 14 luglio 1912, cantando la parte del secondo soprano nella zarzuela di Amadeu Vives, La Generala, avendo nel cast tra gli altri Luisa Rodríguez ed Emilio Carreras.
Nel 1915 debuttò come cantante d'opera interpretando l'opera Aida di Verdi a Valencia. Nel 1918 fu ingaggiata per cantare al Teatro Colón di Buenos Aires, nel ruolo di Sophie ne Il cavaliere della rosa di Strauss, accanto a Gilda Dalla Rizza e in sostituzione della già consacrata Amelita Galli-Curci. Nel 1921 debuttò in Italia, in particolare a Ferrara, cantando Rigoletto, con i famosi colleghi Benvenuto Franci e Giacomo Lauri-Volpi.
Per diversi anni cantò sotto la direzione  di direttori famosi come De Sabata, Marinuzzi, Guarnieri e Gui. Cantò in numerosi teatri di Europa e America e bisogna sottolineare il successo ottenuto nel settembre del 1922, con Il Guarany, nel Teatro Municipale di Rio de Janeiro, con la compagnia di Mascagni e Fleta.
Nel 1924 sposò il famoso tenore italiano Giacomo Lauri-Volpi, stabilendo la sua residenza a Burjassot. Nel 1926 lasciò le scene "per dedicarsi a perfezionare la voce di suo marito", quando era al culmine della sua carriera. Educata alla scuola di Manuel García, conosceva un vasto repertorio (Rigoletto, Aida, Tosca, La bohème, La traviata, Cavalleria Rusticana, Pagliacci, Faust, Manon Lescaut).
Maria Ros morì a Burjassot il 14 settembre 1970. In sua memoria suo marito Lauri-Volpi creò un premio canoro il cui nome era "Il Concorso Internazionale di cantò Maria Ros di Lauri Volpi".